# 高杉廸忠
高杉 廸忠（たかすぎ みちただ、1925年8月16日 - 2000年5月27日）は、日本の政治家。参議院議員（2期、日本社会党）。

## 来歴
静岡県出身。1950年専修大学法律学科卒。1952年日本社会事業大学研究科卒。参議院議員藤原道子の秘書となり、茨城県中小企業労務協会会長。全国中小商工業団体連合会副会長に就任する。1977年の第11回参議院議員通常選挙で茨城県選挙区から日本社会党公認で立候補して当選。2期務める。この間、参議院物価対策特別委員長、逓信委員長、社会党茨城県委員長などを歴任した。1989年に引退。1995年、勲二等瑞宝章受章。2000年5月27日死去、74歳。死没日をもって従四位に叙される。

## 親族
- 息子 - 高杉徹（元常総市長）